# Aaron March
Aaron March (Brixen, 14 mei 1986) is een Italiaanse snowboarder. Hij vertegenwoordigde zijn vaderland op de Olympische Winterspelen 2010 in Vancouver en op de Olympische Winterspelen 2014 in Sotsji.

## Carrière
Bij zijn wereldbekerdebuut, in maart 2004 in Bardonecchia, scoorde March direct zijn eerste wereldbekerpunten. Vierenhalf jaar later behaalde hij in Landgraaf zijn eerste toptienklassering, in maart 2010 boekte de Italiaan in Moskou zijn eerste wereldbekerzege.
March nam vijfmaal deel aan de wereldkampioenschappen snowboarden. Zijn beste resultaat behaalde hij op de FIS wereldkampioenschappen snowboarden 2015 in Kreischberg, op dit toernooi eindigde hij als vierde op de parallelslalom.
Tijdens de Olympische Winterspelen van 2010 in Vancouver eindigde de Italiaan als vijftiende op de parallelreuzenslalom. Op de Olympische Winterspelen van 2014 in Sotsji eindigde March als vierde op de parallelslalom en als dertigste op de parallelreuzenslalom.

## Resultaten

### Olympische Winterspelen
| Jaar | Plaats      | Resultaten                                 |
| ---- | ----------- | ------------------------------------------ |
| 2010 | Vancouver   | 15e Parallelreuzenslalom                   |
| 2014 | Sotsji      | 4e Parallelslalom 30e Parallelreuzenslalom |
| 2018 | Pyeongchang | 23e Parallelreuzenslalom                   |

### Wereldkampioenschappen
| Jaar | Plaats        | Resultaten                                                         |
| ---- | ------------- | ------------------------------------------------------------------ |
| 2007 | Arosa         | 30e Parallelslalom                                                 |
| 2009 | Gangwon       | 19e Parallelslalom 25e Parallelreuzenslalom                        |
| 2011 | La Molina     | 11e Parallelslalom 12e Parallelreuzenslalom                        |
| 2013 | Stoneham      | 9e Parallelslalom 9e Parallelreuzenslalom                          |
| 2015 | Kreischberg   | 4e Parallelslalom 16e Parallelreuzenslalom                         |
| 2017 | Sierra Nevada | 18e Parallelslalom 5e Parallelreuzenslalom                         |
| 2019 | Park City     | 5e Parallelslalom 14e Parallelreuzenslalom                         |
| 2021 | Rogla         | 12e Parallelslalom 7e Parallelreuzenslalom                         |
| 2023 | Bakoeriani    | 8e Parallelslalom · 17e Parallelreuzenslalom · Parallelslalom team |
| 2025 | Engadin       | Parallelslalom · 6e Parallel team                                  |

### Wereldbeker
Eindklasseringen
| Seizoen   | Algm | PAR | PSL   | PGS |
| --------- | ---- | --- | ----- | --- |
| 2003/2004 | -    | 99e | -     | -   |
| 2004/2005 | -    | 58e | -     | -   |
| 2005/2006 | 348e | 92e | -     | -   |
| 2006/2007 | 184e | 48e | -     | -   |
| 2007/2008 | 165e | 42e | -     | -   |
| 2008/2009 | 120e | 31e | -     | -   |
| 2009/2010 | 13e  | 7e  | -     | -   |
| 2010/2011 | 4e   | 4e  | -     | -   |
| 2011/2012 | –    | 6e  | -     | -   |
| 2012/2013 | –    | 8e  | Brons | 17e |
| 2013/2014 | –    | 10e | 11e   | 12e |
| 2014/2015 | –    | 11e | 13e   | 10e |
| 2015/2016 | –    | 12e | 11e   | 11e |

Wereldbekerzeges
| Datum           | Plaats        | Discipline     |
| --------------- | ------------- | -------------- |
| 6 maart 2010    | Moskou        | Parallelslalom |
| 12 januari 2021 | Bad Gastein   | Parallelslalom |
| 20 maart 2021   | Berchtesgaden | Parallelslalom |
| 14 januari 2025 | Bad Gastein   | Parallelslalom |